# Eduard Francevič Napravnik
(Fëdor Michajlovič Dostoevskij, "I fratelli Karamazov", libro II, capitolo II)
Eduard Francevič Nápravník, in russo Эдуард Францевич Направник?, Ėduard Francevič Napravnik (Býšť, 24 agosto 1839 – Pietrogrado, 23 novembre 1916), è stato un compositore e direttore d'orchestra ceco naturalizzato russo, noto per il suo ruolo centrale nella vita musicale russa, in qualità di direttore d'orchestra principale del teatro Mariinskij di San Pietroburgo per decenni. Diresse le prime di numerose opere russe, fra cui quelle di Musorgskij, Čajkovskij e Rimskij-Korsakov.

## Biografia
Eduard Nápravník (questo il suo nome alla nascita) nacque a Býšť, presso Hradec Králové, nel 1839. I suoi studi musicali da bambino furono incompleti e lacunosi, poiché era figlio di un povero insegnante. Rimasto orfano nel 1853 all'età di 14 anni, per guadagnarsi da vivere iniziò la sua carriera di organista in una chiesa. Nel 1854 entrò nella Scuola organistica di Praga, dove ebbe come professori Jan Bedřich Kittl ed altri, divenendo assistente professore. La generosità del suo insegnante gli permise di continuare gli studi. Nel 1861 ricevette un'offerta dalla Russia: il posto di direttore dell'orchestra privata del principe Jusupov  a San Pietroburgo.
Nápravník divenne organista e direttore assistente dei Teatri Imperiali nel 1863, secondo direttore nel 1867 e primo direttore, succedendo a Ljadov, nel 1869: mantenne il posto fino alla morte. Diresse le prime rappresentazioni di Vraž'ja sila (Il potere del male) di Aleksandr Serov nel 1871 al Teatro Mariinskij di San Pietroburgo, la seconda versione di Romeo e Giulietta (Čajkovskij) per la Società musicale russa ed Il convitato di pietra (opera) con Osip Petrov al Mariinskij nel 1872, La fanciulla di Pskov di Rimskij-Korsakov con Petrov al Mariinskij nel 1873, il successo di Boris Godunov di Musorgskij al Mariinskij nel 1874, Il demone (opera) di Rubinstein con Petrov al Mariinskij nel 1875, di cinque opere di Čajkovskij, fra cui Il fabbro Vakula al Marijnskij nel 1876 con Petrov, La Pulzella d'Orléans (opera) al Mariinskij nel 1881, Mazeppa e La dama di picche e cinque di Rimskij-Korsakov, fra cui Notte di maggio al Mariinskij nel 1880, Sneguročka al Mariinskij nel 1882 e La notte prima di Natale. 
Nel 1875 dirige il Concerto per pianoforte e orchestra n. 1 (Čajkovskij) nel Conservatorio di San Pietroburgo alla presenza del compositore.
Diresse anche i concerti della Società musicale russa con la prima assoluta di Vzjatie Karsa (La presa di Kars) di Musorgskij nel 1880. Nel 1914, dopo una fruttuosa carriera al servizio dell'opera russa, fu costretto ad interrompere la sua attività per motivi di salute.
Nápravník è anche noto per aver diretto la seconda — ed assolutamente convincente  — rappresentazione della Sinfonia n. 6 di Čajkovskij, il 15 novembre 1893, nove giorni dopo la morte del compositore. La prima, diretta dallo stesso compositore, non aveva avuto tanto successo, e per la mancanza di familiarità con una composizione tanto ricca di novità da parte del pubblico e dell'orchestra, e per la stessa direzione di Čajkovskij. Sotto la bacchetta di Nápravník e nell'emozione per la recente scomparsa del compositore, la sinfonia fu accolta come un capolavoro. Comprendeva anche alcune piccole correzioni apportate da Čajkovskij dopo la prima e quindi quella di Nápravník fu la prima rappresentazione della sinfonia nella forma in cui oggi la conosciamo.
Delle quattro opere scritte da Nápravník la più celebre fu Dubrovskij (scritta nel 1894, rappresentata nel 1895) su libretto di Modest Il'ič Čajkovskij e basata su una storia di Aleksandr Puškin.
Nápravník morì a San Pietroburgo (allora Pietrogrado) nel 1916. Nel 1917 la sua famiglia lasciò la Russia e si stabilì in Belgio.

## Composizioni

### Opere
- Nižegorodcy (1867, rappresentata nel 1869 al Teatro Mariinskij di San Pietroburgo)
- Harold (1885, rappresentata nel 1884)
- Dubrovskij, libretto di Modest Il'ič Čajkovskij (1894, rappresentata nel 1895)
- Francesca da Rimini (su trama di Stephen Phillips basata su un brano della Divina Commedia di Dante, 1902)

### Musica per orchestra e corale
- Ballate per voci e orchestra: Il Voivoda, Il Cosacco e Tamara (da Michail Jur'evič Lermontov)
- Quattro sinfonie: (1860–1879; No. 3 Il Demone (da Michail Jur'evič Lermontov)
- Suite per orchestra
- Overture solenne
- Marce e danze nazionali per orchestra
- Fantasia e suite per violino e orchestra
- Concerto per piano e orchestra (Concerto Sinfonico) in la minore, Op. 27 (1877)
- Fantasia su temi russi (Fantasia Russa) per pianoforte e orchestra in si minore, Op. 39 (1881)

### Musica da camera
- Tre quartetti per archi (1873–78)
- Quintetto per archi (1897)
- Due trii con pianoforte
- Quartetto con pianoforte
- Sonata per violino e pianoforte
- Due suite per violoncello e pianoforte
- Pezzi per archi e pianoforte

### Musiche di scena
- Don Juan, musiche di scena per l'opera di Aleksej Konstantinovič Tolstoj (1892)

## Discografia scelta
- Concerto per piano e orchestra (Concerto Sinfonico) in la minore, Op. 27 e Fantasia su temi russi (Fantasia Russa) per pianoforte e orchestra in si minore, Op. 39 Evgenij Soifertis, pianoforte; BBC Scottish Orchestra diretta da Aleksandr Titov (Hyperion CDA67511).

## Memoria
- Una scuola del villaggio di Býšť è intitolata a Nápravník.
- Il figlio Vladimir pubblicò una biografia del padre in russo: Ėduard Francovič Napravnik i ego sovremenniki, ISBN 5-7140-0412-4, 1991